# キベロン (駆逐艦)
|          |                        |
| 艦歴     |                        |
| 発注     |                        |
| 起工     | 1940年10月14日         |
| 進水     | 1942年1月31日          |
| 就役     | 1942年7月6日           |
| 退役     |                        |
| その後   | 1972年2月15日に売却    |
| 除籍     |                        |
| 性能諸元 |                        |
| 排水量   | 1,705トン              |
| 全長     | 359 ft 9 in (109.65 m) |
| 全幅     | 65 ft 9 in (20.04 m)   |
| 吃水     | 9 ft 6 in (2.90 m)     |
| 機関     |                        |
| 最大速   | 31ノット (57 km/h)     |
| 乗員     | 220名                  |
| 兵装     |                        |

キベロン (HMAS Quiberon, G81) はオーストラリア海軍の駆逐艦。Q級。後に対潜フリゲートに改装された。1942年就役だが、第二次世界大戦中はイギリス海軍によって運用された。

## 艦歴
1940年10月14日起工。1942年1月31日進水。同年7月6日就役。
トーチ作戦（北アフリカへの上陸作戦）実行に伴いキベロンも地中海に入る。1942年11月28日、「キベロン」と駆逐艦「クエンティン」はボーヌ沖でイタリア潜水艦「デジエ (Dessie)」を沈めた。1942年12月2日、「キベロン」と軽巡洋艦「オーロラ」、「アルゴノート」、「シリアス」、駆逐艦「クエンティン」で構成されたQ部隊はシチリア海峡で敵船団を攻撃し、輸送船4隻すべてと護衛の1隻、イタリア駆逐艦「フォルゴーレ」を沈めた。しかし、その帰路に「クエンティン」がドイツ軍機の攻撃で撃沈された。
1943年1月まで地中海で活動。それからはインド洋での船団護衛に従事した。1944年になると日本支配地域への攻撃にも参加した。1944年10月のミレット作戦ではニコバル諸島の砲撃を行った。1945年には日本本土への攻撃作戦にも参加した。

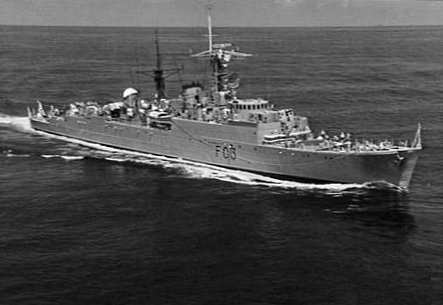
対潜フリゲート改装後の「キベロン」（1960年撮影）

1950年5月15日、退役。対潜フリゲートに改装され1957年12月18日に再就役。
1964年6月26日、退役。1972年2月15日に売却され、解体。